# منتزه سلام
منتزه سلام هو منتزه حضري تاريخي تبلغ مساحته 61 فدانًا، ويقع في مدينة الرياض بالمملكة العربية السعودية، جنوب غرب منطة قصر الحكم. افتُتح في عام 2004، وأُقيم على موقع مزرعة نخيل تحمل الاسم نفسه كانت تعود للأمير عبد الله بن عبد الرحمن. يُعد المنتزه وجهةً شهيرة بفضل بحيرته الصناعية التي تبلغ مساحتها 3.3 هكتارات، ومسار المشاة الذي يمتد لمسافة كيلومتر واحد. شاركت في تصميمه شركتا عمرانية وشركاهم، وأوكيت فيتزروي روبنسون. ويقع في وسط المنتزه مسجد سلام، الذي يُعد من أقدم المساجد المُشيّدة بالخرسانة المسلحة في مدينة الرياض.

## التأسيس والتطوير
في تسعينيات القرن العشرين، استحوذت الهيئة الملكية لمدينة الرياض على مزرعة النخيل المعروفة باسم سلام، التي كانت تعود للأمير عبد الله بن عبد الرحمن. وقد افتُتح المنتزه في عام 2004 على يد الملك سلمان بن عبد العزيز، الذي أشرف على تنفيذ المشروع، ويُعد اليوم من أبرز وجهات الترفيه في العاصمة السعودية.
ينقسم المنتزه إلى أربع مناطق رئيسية: بستان النخيل، منطقة البحيرة، المنطقة الجبلية، والمنطقة البيئية، وتُعد هذه المناطق متاحة للزوار من خلال ثلاث بوابات رئيسية هي: بوابة المرسى، بوابة البحيرة، وبوابة الساحة.